# Aginchok
Aginchok (nep. आगिञ्चोक) – gaun wikas samiti w środkowej części Nepalu w strefie Bagmati w dystrykcie Dhading. Według nepalskiego spisu powszechnego z 2001 roku liczył on 812 gospodarstw domowych i 4200 mieszkańców (2297 kobiet i 1903 mężczyzn).